# Macrotrachela pinnigera
Macrotrachela pinnigera är en hjuldjursart som först beskrevs av Murray 1908.  Macrotrachela pinnigera ingår i släktet Macrotrachela och familjen Philodinidae. Inga underarter finns listade i Catalogue of Life.